# Julius Bartels
Julius Bartels (Magdeburgo, 17 agosto 1899 – 6 marzo 1964) è stato un geofisico tedesco, noto per i suoi contributi alla fisica del Sole e della Luna, al geomagnetismo e alla meteorologia nonché alla fisica della ionosfera.

## Biografia
Conseguì il dottorato presso l’Universita Georg August di Gottinga nel 1923, quindi lavorò presso il l’Osservatorio di Potsdam. Nel 1928 divenne docente di meteorologia a Eberswalde, nel 1936 ottenne una cattedra presso l’Università Humboldt di Berlino e divenne direttore dell’Istituto di Geofisica di Potsdam. Contemporaneamente dal 1931 all’inizio della II guerra mondiale ebbe incarichi di ricerca presso la Carnegie Institution of Washington. Collaborò con il geofisico Sidney Chapman nella pubblicazione dei due volumi “Geomagnetism” che costituì un importante riferimento per gli sudi di geofisica. Nel 1946 divenne professore presso l'Università di Gottinga e dal 1955 al 1964 direttore del Max Planck Institute per la fisica della Stratosfera (oggi Max Planck Institute for Solar System Research). Quando nel 1958 l'International Council for Science creò il Comitato per la ricerca spaziale divenne il Presidente della sezione della Germania Ovest. Dal 1954 al 1957 fu Presidente della International Association of Geomagnetism and Aeronomy (IAGA). Tra il 1960 e il 1963 fu vice Presidente dell'Associazione internazionale di geodesia e geofisica (IUGG).

## Ricerca
Tra tutti i suoi numerosi contributi si ricordano quelli dello sviluppo dell'indice K  che misura il disturbo della componente orizzontale del campo magnetico terrestre e l’ipotesi, confermata dalla missione Skylab, dell’esistenza dei buchi coronali da lui chiamati regioni-M sul sole a seguito della attività magnetica.

## Onorificenze
- Nel 1953 fu insignito della Chree Medal and Prize
- Dopo la sua morte fu insignito della WIlliam Bowie Medal dell'American Geophysical Union
- La Julius Bartels Medal, of the European Geosciences Union - Sezione Scienze solari e terrestri è così denominata in suo onore.

A Julius Bartels la UAI ha intitolato il cratere lunare Bartels.